# Dobře placená procházka (album)
Dobře placená procházka je osmá LP deska divadla Semafor a zároveň první z navazující řady malých gramofonových alb (25 cm) zaměřených na koncepční díla Jiřího Suchého a Jiřího Šlitra. Deska obsahuje pouze studiové nahrávky písní ze hry Dobře placená procházka, kterou Semafor v premiéře uvedl 15. června 1965. Společnost Supraphon desku vydala v prosinci roku 1965 pod katalogovým číslem DM 10193. K nejznámějším písním desky patří poetické Suchého "Nevyplacený blues" a Šlitrův comedy-song "Ty jsi švarná".

## Okolnosti vzniku alba
Jazzová opera ve stylu buffa, Dobře placená procházka, byla ambiciózním projektem Suchého a Šlitra, ke kterému směřovali od otevření divadla Semafor. Krátce před jejím uvedením se částečně rozpadl dosavadní soubor Semaforu a jeho část založila nové divadlo malých forem Apollo. Kvůli  tomu odešel i plánovaný představitel hlavní mužské role Uliho Karel Gott, na jehož místo nastoupili jednak zpěvák Jaromír Mayer, a pak tanečník a herec René Gabzdyl. Zatímco Gabzdyl roli Uliho hrál v divadle, Mayer ji nazpíval na toto gramofonové album. Ve stejné době se do Semaforu vrátila Eva Pilarová, která dostala hlavní roli postavy Vanilky. V roli tety z Liverpoolu se střídaly Hana Hegerová a Naďa Urbánková, přičemž na desce dostala přednost Urbánková. Nahrávalo se krátce před premiérou v květnu a červnu 1965 ve studiu Kobylisy. Celé divadelní představení bylo zpíváno živě na hudební playbacky, které natočil Dalibor Brázda se svým orchestrem (pouze úvodní píseň "Aurea Prima" nahrál semaforský orchestr Milana Dvořáka) a stejné základy byly použité i na toto album.

## Vydání a přijetí alba
LP Dobře placená procházka vyšlo v samotném závěru roku 1965 pouze v mono verzi. Autorem obalu byl výtvarník Ladislav Rada, doprovodný text napsal Jaroslav Procházka. Dolisek alba (s odlišnou etiketou) byl vydán v roce 1967 po natočení stejnojmenného filmu režisérů Jána Roháče a Miloše Formana. Album mělo velmi dobré kritické přijetí, v časopise Melodie jej například chválil přední kritik Lubomír Dorůžka: "Vybrané scény ze semaforské buffopery působí na desce skoro ještě sympatičtěji než v živém provedení; zvláště pozoruhodné je tentokrát vytažení zpěváků, které velmi prospělo téměř všem sólistům: Jiří Šlitr například ve své árii (Ty jsi švarná) přímo omráčí svým tenorem a obvyklým inteligentním projevem. J. Mayer sice ještě zcela nepřekonal intonační nejistotu v některých pasážích, jeho výkon je však přesto pozoruhodný; záznam Evy Pilarové dává litovat, že už ji v této úloze neslyšíme na jevišti, také Jiřímu Suchému zvukový záznam přidal na hlase, sympaticky se uvádí i N. Urbánková."
Část písní vyšla v roce 1997 v reedici na CD "Písničky jedné plavovlásky", kompletní album potom v rámci supraphonského CD boxu "Semafor - léta šedesátá" v roce 2011.

## Seznam skladeb
| Strana 1 | Strana 1                       | Strana 1               | Strana 1                    | Strana 1 |
| Pořadí   | Název                          | Autor                  | Zpěv                        | Délka    |
| -------- | ------------------------------ | ---------------------- | --------------------------- | -------- |
| 1.       | Předehra                       | Jiří Šlitr             | Orchestrální skladba        | 0:56     |
| 2.       | Prolog / Aurea prima (Ovidius) | Jiří Šlitr, Jiří Suchý | Jaromír Mayer               | 1:58     |
| 3.       | Nevyplacený blues              | Jiří Šlitr, Jiří Suchý | Jiří Suchý                  | 3:08     |
| 4.       | Nejkrásnější krajina           | Jiří Šlitr, Jiří Suchý | Jaromír Mayer, Eva Pilarová | 2:43     |
| 5.       | Je dusno a těžko               | Jiří Šlitr, Jiří Suchý | Eva Pilarová a Jiří Suchý   | 5:49     |

| Strana 2 | Strana 2       | Strana 2               | Strana 2                                                             | Strana 2 |
| Pořadí   | Název          | Autor                  | Zpěv                                                                 | Délka    |
| -------- | -------------- | ---------------------- | -------------------------------------------------------------------- | -------- |
| 6.       | Ty jsi švarná  | Jiří Šlitr, Jiří Suchý | Jiří Šlitr, Eva Pilarová                                             | 2:03     |
| 7.       | Haleluja       | Jiří Šlitr, Jiří Suchý | Naďa Urbánková, Jiří Šlitr, Jiří Suchý, Eva Pilarová a Jaromír Mayer | 4:04     |
| 8.       | Proč je to tak | Jiří Šlitr, Jiří Suchý | Naďa Urbánková                                                       | 5:23     |
| 9.       | Good bye       | Jiří Šlitr, Jiří Suchý | Sbor Lubomíra Pánka                                                  | 1:42     |

Pozn: Píseň č. 9 byla na etiketě mylně uvedena jako "Good By"

## Hudební doprovod
- Dalibor Brázda se svým orchestrem (1-9)
- Milan Dvořák se svou skupinou (2)
- Sbor Lubomíra Pánka (3, 4, 9)
- Jaroslav Štrudl – soprán saxofon (3)
- Vokální sbor (1, 3, 4, 8, 9)